# Thorogobius ephippiatus

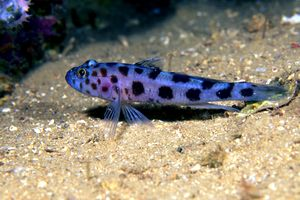

Thorogobius ephippiatus é uma espécie de peixe da família Gobiidae e da ordem Perciformes.

## Morfologia
- Os machos podem atingir 13 cm de comprimento total.[5][6]

## Reprodução
A fêmea é capaz de pôr 12.000 ovos.

## Alimentação
Alimenta-se de crustáceos (copépodes, anfípodes e decápodes), poliquetas, gastrópodes e algas.

## Habitat
É um peixe marítimo, de clima temperado e demersal que vive entre 6–40 m de profundidade.

## Distribuição geográfica
É encontrado no Oceano Atlântico oriental (desde Escagerraque até ao Madeira, Ilhas Canárias) e Mar Mediterrâneo.

## Observações
É inofensivo para os humanos.